# Troisième circonscription de l'Aisne (1958-1986)
La troisième circonscription de l'Aisne est une ancienne circonscription législative de l'Aisne sous la Cinquième République de 1958 à 1986.

## Description géographique, historique et démographique
Par ordonnance du 13 octobre 1958 relative à l'élection des députés à l'Assemblée nationale, la troisième circonscription est créée. Elle regroupe l'ensemble de l'arrondissement de Vervins dans une circonscription unique.
La troisième circonscription de l'Aisne était composée de :
- canton d'Aubenton
- canton de La Capelle
- canton de Guise
- canton d'Hirson
- canton de Nouvion-en-Thiérache
- canton de Sains-Richaumont
- canton de Vervins
- canton de Wassigny

La loi organique du 10 juillet 1985 entraîne la suppression de la circonscription lors des élections législatives de 1986 qui se sont déroulées selon un mode de scrutin proportionnel à un seul tour par listes départementales.
Les lois organiques du 11 juillet 1986 et du 24 novembre 1986 recréent la troisième circonscription selon un nouveau découpage,,.

## Description politique
| Législature | Début de mandat | Fin de mandat  | Député                | Parti politique | Observations |
| ----------- | --------------- | -------------- | --------------------- | --------------- | --- |
| Ire         | 9 décembre 1958 | 9 octobre 1962 | Édouard Alliot        | IPAS            | Adjoint au maire de Wassigny et vice-président du Conseil général de l'Aisne Mandat écourté à la suite d'une dissolution parlementaire décidée par Charles de Gaulle. |
| IIe         | 6 décembre 1962 | 2 avril 1967   | Jean Risbourg         | UNR-UDT         | Maire de Sains-Richaumont et président du Conseil général de l'Aisne                                                                                                  |
| IIIe        | 3 avril 1967    | 30 mai 1968    | Maurice Brugnon       | SFIO            | Conseiller général d'Hirson et maire de Saint-Michel Mandat écourté à la suite d'une dissolution parlementaire décidée par Charles de Gaulle.                         |
| IVe         | 11 juillet 1968 | 1er avril 1973 | Maurice Brugnon       | SFIO            | Conseiller général d'Hirson et maire de Saint-Michel |
| Ve          | 2 avril 1973    | 2 avril 1978   | Maurice Brugnon       | PS              | Conseiller général d'Hirson et maire de Saint-Michel |
| VIe         | 3 avril 1978    | 22 mai 1981    | Maurice Brugnon       | PS              | Conseiller général d'Hirson et maire de Saint-Michel Mandat écourté à la suite d'une dissolution parlementaire décidée par François Mitterrand.                       |
| VIIe        | 2 juillet 1981  | 1er avril 1986 | Jean-Pierre Balligand | PS              | Conseiller général et maire de Vervins |

## Historique des résultats

### Élections de 1958
| Candidat           | Candidat           | Parti                     | Premier tour | Premier tour | Second tour | Second tour |  |
| Candidat           | Candidat           | Parti                     | Voix         | %            | Voix        | %           |  |
| ------------------ | ------------------ | ------------------------- | ------------ | ------------ | ----------- | ----------- |  |
|                    | Raoul Sauer        | PCF                       | 9 729        | 23,64        | 11 283      | 27,41       |  |
|                    | Édouard Alliot élu | CNIP                      | 8 845        | 21,49        | 18 917      | 45,96       |  |
|                    | André Sémal        | Divers droite (Gaulliste) | 8 188        | 19,90        | Retrait     | Retrait     |  |
|                    | Édouard Pouchèle   | SFIO                      | 7 546        | 18,34        | 10 960      | 26,63       |  |
|                    | Michel Nollevalle  | Divers droite (Gaulliste) | 3 439        | 8,36         | Retrait     | Retrait     |  |
|                    | Émile Audry        | Radsoc                    | 2 081        | 5,06         | Retrait     | Retrait     |  |
|                    | Francis Alliot     | Divers droite             | 1 328        | 3,23         |             |             |  |
|                    |                    |                           |              |              |             |             |  |
| Inscrits           | Inscrits           | Inscrits                  | 50 916       | 100,00       | 50 734      | 100,00      |  |
| Abstentions        | Abstentions        | Abstentions               | 8 631        | 16,95        | 8 716       | 17,18       |  |
| Votants            | Votants            | Votants                   | 42 285       | 83,05        | 42 018      | 82,82       |  |
| Blancs et nuls     | Blancs et nuls     | Blancs et nuls            | 1 129        | 2,67         | 858         | 2,04        |  |
| Exprimés           | Exprimés           | Exprimés                  | 41 156       | 97,33        | 41 160      | 97,96       |  |
| Source : Data.gouv |                    |                           |              |              |             |             |  |

Julien Mahoudeaux, maire de Leuze, conseiller général du canton d'Aubenton, était le suppléant d'Édouard Alliot.

### Élections de 1962
| Candidat           | Candidat               | Parti          | Premier tour | Premier tour | Second tour | Second tour |  |
| Candidat           | Candidat               | Parti          | Voix         | %            | Voix        | %           |  |
| ------------------ | ---------------------- | -------------- | ------------ | ------------ | ----------- | ----------- |  |
|                    | Jean Risbourg élu      | UNR-UDT        | 15 654       | 42,71        | 20 373      | 53,39       |  |
|                    | Raymond Lefranc        | PCF            | 8 553        | 23,33        | 12 235      | 32,06       |  |
|                    | Édouard Alliot sortant | CNIP           | 7 366        | 20,09        | 5 554       | 14,55       |  |
|                    | Raymond Fischer        | SFIO           | 5 083        | 13,87        | Retrait     | Retrait     |  |
|                    |                        |                |              |              |             |             |  |
| Inscrits           | Inscrits               | Inscrits       | 49 934       | 100,00       | 49 701      | 100,00      |  |
| Abstentions        | Abstentions            | Abstentions    | 12 103       | 24,24        | 10 564      | 21,26       |  |
| Votants            | Votants                | Votants        | 37 831       | 75,76        | 39 137      | 78,74       |  |
| Blancs et nuls     | Blancs et nuls         | Blancs et nuls | 1 175        | 3,11         | 975         | 2,49        |  |
| Exprimés           | Exprimés               | Exprimés       | 36 656       | 96,89        | 38 162      | 97,51       |  |
| Source : Data.gouv |                        |                |              |              |             |             |  |

Roger Duton, chef de fabrication, était le suppléant de Jean Risbourg.

### Élections législatives de 1967
Les élections législatives françaises de 1967 ont eu lieu les dimanches 5 et 12 mars 1967.
| Candidat           | Candidat              | Parti          | Premier tour | Premier tour | Second tour | Second tour |  |
| Candidat           | Candidat              | Parti          | Voix         | %            | Voix        | %           |  |
| ------------------ | --------------------- | -------------- | ------------ | ------------ | ----------- | ----------- |  |
|                    | Jean Risbourg sortant | UD-Ve          | 16 638       | 41,71        | 19 507      | 49,02       |  |
|                    | Raymond Mahoudeaux    | PCF            | 10 667       | 26,74        | Retrait     | Retrait     |  |
|                    | Maurice Brugnon élu   | FGDS (SFIO)    | 8 930        | 22,39        | 20 289      | 50,98       |  |
|                    | André Compère         | CD (PDM)       | 3 656        | 9,16         |             |             |  |
|                    |                       |                |              |              |             |             |  |
| Inscrits           | Inscrits              | Inscrits       | 47 842       | 100,00       | 47 831      | 100,00      |  |
| Abstentions        | Abstentions           | Abstentions    | 6 925        | 14,47        | 6 810       | 14,24       |  |
| Votants            | Votants               | Votants        | 40 917       | 85,53        | 41 021      | 85,76       |  |
| Blancs et nuls     | Blancs et nuls        | Blancs et nuls | 1 026        | 2,51         | 1 225       | 2,99        |  |
| Exprimés           | Exprimés              | Exprimés       | 39 891       | 97,49        | 39 796      | 97,01       |  |
| Source : Data.gouv |                       |                |              |              |             |             |  |

Le docteur Jacques Lemaire, maire du Nouvion-en-Thiérache était le suppléant de Maurice Brugnon.

### Élections de 1968
Les élections législatives françaises de 1968 ont eu lieu les dimanches 23 et 30 juin 1968.
| Candidat         | Candidat           | Parti                                            | Premier tour | Premier tour | Second tour | Second tour |
| Candidat         | Candidat           | Parti                                            | Voix         | %            | Voix        | %           |
| ---------------- | ------------------ | ------------------------------------------------ | ------------ | ------------ | ----------- | ----------- |
|                  | Maurice Brugnon*   | FGDS                                             | 12 117       | 30,73        | 21 540      | 54,01       |
|                  | Jean Risbourg      | UD-Ve                                            | 11 390       | 28,88        | 18 340      | 45,99       |
|                  | Raymond Mahoudeaux | PCF                                              | 8 252        | 20,93        | Retrait     | Retrait     |
|                  | Michel Canon       | Union pour la défense des libertés républicaines | 7 677        | 19,47        | Retrait     | Retrait     |
|                  |                    |                                                  |              |              |             |             |
| Inscrits         | Inscrits           | Inscrits                                         | 47 424       | 100,00       | 47 417      | 100,00      |
| Abstentions      | Abstentions        | Abstentions                                      | 7 251        | 15,29        | 6 594       | 13,91       |
| Votants          | Votants            | Votants                                          | 40 173       | 84,71        | 40 823      | 86,09       |
| Blancs et nuls   | Blancs et nuls     | Blancs et nuls                                   | 737          | 1,83         | 943         | 2,31        |
| Exprimés         | Exprimés           | Exprimés                                         | 39 436       | 98,17        | 39 880      | 97,69       |
| * député sortant |                    |                                                  |              |              |             |             |

Le docteur Jacques Lemaire était suppléant de Maurice Brugnon.

### Élections de 1973
| Candidat           | Candidat                      | Parti                 | Premier tour | Premier tour | Second tour | Second tour |  |
| Candidat           | Candidat                      | Parti                 | Voix         | %            | Voix        | %           |  |
| ------------------ | ----------------------------- | --------------------- | ------------ | ------------ | ----------- | ----------- |  |
|                    | Maurice Brugnon sortant réélu | PS (UGSD)             | 15 511       | 38,54        | 25 114      | 62,95       |  |
|                    | Raymond Mahoudeaux            | PCF                   | 8 964        | 25,81        | Retrait     | Retrait     |  |
|                    | Jean Perreau-Pradier          | UDR (URP)             | 8 377        | 20,81        | 14 781      | 37,05       |  |
|                    | Raymond Labois                | MR                    | 4 434        | 11,02        |             |             |  |
|                    | Antoine Pagni                 | Divers droite (UPT)   | 1 939        | 4,82         |             |             |  |
|                    | Francis Souleyreau            | Extrême droite (ARIL) | 1 024        | 2,54         |             |             |  |
|                    |                               |                       |              |              |             |             |  |
| Inscrits           | Inscrits                      | Inscrits              | 48 025       | 100,00       | 48 022      | 100,00      |  |
| Abstentions        | Abstentions                   | Abstentions           | 6 928        | 14,43        | 6 953       | 14,48       |  |
| Votants            | Votants                       | Votants               | 41 097       | 85,57        | 41 069      | 85,52       |  |
| Blancs et nuls     | Blancs et nuls                | Blancs et nuls        | 848          | 2,06         | 1 174       | 2,86        |  |
| Exprimés           | Exprimés                      | Exprimés              | 40 249       | 97,94        | 39 895      | 97,14       |  |
| Source : Data.gouv |                               |                       |              |              |             |             |  |

Le docteur Jacques Lemaire était suppléant de Maurice Brugnon.

### Élections de 1978
| Candidat           | Candidat                      | Parti          | Premier tour | Premier tour | Second tour | Second tour |  |
| Candidat           | Candidat                      | Parti          | Voix         | %            | Voix        | %           |  |
| ------------------ | ----------------------------- | -------------- | ------------ | ------------ | ----------- | ----------- |  |
|                    | Maurice Brugnon sortant réélu | PS             | 14 798       | 33,13        | 26 335      | 58,30       |  |
|                    | Raymond Mahoudeaux            | PCF            | 11 527       | 25,81        | Retrait     | Retrait     |  |
|                    | Claude Beaufort               | UDF            | 9 582        | 21,45        | 18 839      | 41,70       |  |
|                    | Jean Perreau-Pradier          | RPR            | 7 321        | 16,39        | Retrait     | Retrait     |  |
|                    | Dominique Palacio             | LO             | 1 438        | 3,22         |             |             |  |
|                    |                               |                |              |              |             |             |  |
| Inscrits           | Inscrits                      | Inscrits       | 52 770       | 100,00       | 52 763      | 100,00      |  |
| Abstentions        | Abstentions                   | Abstentions    | 7 134        | 13,52        | 6 537       | 12,39       |  |
| Votants            | Votants                       | Votants        | 45 636       | 86,48        | 46 226      | 87,61       |  |
| Blancs et nuls     | Blancs et nuls                | Blancs et nuls | 970          | 2,13         | 1 052       | 2,28        |  |
| Exprimés           | Exprimés                      | Exprimés       | 44 666       | 97,87        | 45 174      | 97,72       |  |
| Source : Data.gouv |                               |                |              |              |             |             |  |

Jean-Pierre Balligand, adjoint au maire de Gercy était le suppléant de Maurice Brugnon.

### Élections de 1981
| Candidat              | Candidat                  | Parti          | Premier tour | Premier tour | Second tour | Second tour |  |
| Candidat              | Candidat                  | Parti          | Voix         | %            | Voix        | %           |  |
| --------------------- | ------------------------- | -------------- | ------------ | ------------ | ----------- | ----------- |  |
|                       | Jean-Pierre Balligand élu | PS             | 16 497       | 40,92        | 25 161      | 58,91       |  |
|                       | Louis Hennebelle          | RPR (UNM)      | 15 914       | 39,47        | 17 553      | 41,09       |  |
|                       | Raymond Mahoudeaux        | PCF            | 7 908        | 19,61        | Retrait     | Retrait     |  |
|                       |                           |                |              |              |             |             |  |
| Inscrits              | Inscrits                  | Inscrits       | 52 835       | 100,00       | 52 810      | 100,00      |  |
| Abstentions           | Abstentions               | Abstentions    | 11 869       | 22,46        | 9 387       | 17,78       |  |
| Votants               | Votants                   | Votants        | 40 966       | 77,54        | 43 423      | 82,22       |  |
| Blancs et nuls        | Blancs et nuls            | Blancs et nuls | 647          | 1,58         | 709         | 1,63        |  |
| Exprimés              | Exprimés                  | Exprimés       | 40 319       | 98,42        | 42 714      | 98,37       |  |
| Source : Data.gouv.fr |                           |                |              |              |             |             |  |

Lucien Manesse, maire d'Étreux était le suppléant de Jean-Pierre Balligand.